# بلقاسم بوقنة
بلقاسم بوقنة هو مطرب تونسي أصيل بلدة دوز. اشتغل مدرسا بالتعليم الابتدائي، وقد برز بأغانيه التراثية الشعبية ذات الإيقاع الصحراوي. تغنى بالحب والفراق والوحدة، وأنتج أحد عشر ألبوما. اشتهر كذلك بعدد كبير من الأغاني وقد أدت له المطربة أمينة فاخت بعضها. توفي بوقنة في 5 مايو 2024 بعد صراع مع المرض.

## أغانيه
غنى بلقاسم بوقنة لمحمد الطويل وأحمد البرغوثي خاصة، إذ غنى للأول منهما:
- عندي سبع سنين تعدوا
- الضحضاح،
- سهران

ومن بين ما غنى للبرغوثي:
- يا والدة

ومن بين أشهر أغاني بوقنة أيضا:
- الغربة
- وراس عيوني
- طير القطا
- اللهم صلي علي المصطفى...
- يا محبوبي

## وصلات خارجية
- مدونة بلقاسم بوقنة
- أغاني بلقاسم بوقنة